# Elisabeth Giger
Elisabeth Giger (1965) è un'ex sciatrice alpina svizzera.

## Biografia
Elisabeth Giger nella stagione 1988-1989 in Coppa Europa vinse la classifica di slalom gigante e fu 4ª in quella generale; non prese parte a rassegne olimpiche né ottenne piazzamenti in Coppa del Mondo o ai Campionati mondiali.

## Palmarès

### Coppa Europa
- Miglior piazzamento in classifica generale: 4º nel 1989
- Vincitrice della classifica di slalom gigante nel 1989